# Rapsode
Un rapsode (en grec antic: ῥαψῳδός, rhapsōidós) era un recitador de poesia professional a la Grècia Antiga. Els rapsodes cantaven, acompanyats de música, poemes composts per poetes o cançons populars davant el seu públic.
El terme es distingeix de l'aede, que era el poeta oral d'època remota que transmetia alhora que reelaborava les composicions de la tradició èpica grega, cantades pels rapsodes, com també es distingeix del poeta (ποιητής), que el terme per referir-se als autors de les composicions poètiques en general d'època històrica, cantades també pels rapsodes. Si cantaven acompanyats d'una cítara es podien anomenar més específicament citaredes (κιθαρῳδής).
Actualment, el terme es fa servir per fer referència a persones especialitzades a recitar poemes.

## Etimologia
El terme rapsode (ῥαψῳδός) és un compost dels mots ῥάπτω (rhapto 'cosir') i ᾠδή (oidê, 'cançó'), en referència al fet que «cosien» o unien diferents cançons o fragments poètics. El mateix poeta Píndar, a la segona Nemea, suggereix aquesta etimologia, tal vegada fent referència a la manera en què recitaven fragments de poemes, potser unint-los a petició del públic o en funció de les seves peticions. Altres estudiosos han suggerit que aquesta interpretació també podria al·ludir a la idea de «tramar» o «ordir», referint-se a la manera en què els rapsodes integraven elements de diverses cançons per crear una representació coherent i contínua. No obstant això, el mateix Píndar, a la quarta Ístmica, afirma que un rapsode és un «cantor amb bastó», fent derivar el mot de ῥάβδος (rhabdos 'bastó') i el mateix mot ᾠδή 'cançó', de manera que el bastó podria representar un símbol d'autoritat o bé l'instrument per marcar el ritme del cant.

## Història
El terme es documenta per primera vegada al segle v aC i es contraposa als aedes, o més generalment als poetes, que componien i cantaven les seves pròpies obres. Malgrat tot, ja en Hesíode (segle viii aC) i Píndar (segle vi aC) apareixen expressions que combinen els dos elements del mot, ῥάπτω i ᾠδή (ῥάπτειν ἀοιδήν 'unir cants', ῥαπτῶν ἐπέων αὀιδός 'cantor de paraules unides'). Així, en els texts homèrics i la tradició èpica en general, els aedes eren els cantors i transmissors d'uns texts que eren vius, i més endavant, quan l'escriptura (segle viii aC) fixà aquestes composicions, sorgiren els rapsodes, que recitaven de memòria les obres d'altres poetes antics (principalment, Homer) i també contemporanis. Malgrat tot, cal notar que de vegades aquests dos termes es podien fer servir de manera intercanviable: en un fragment, Hesíode es qualifica tant a ell com a Homer de rapsodes.
Els rapsodes foren molt populars als segles v i iv aC. Hom els trobava recitant, de dalt d'un cadafal, en festes religioses i públiques (com les Panatenees a Atenes) i en jocs, on competien en recitacions per premis, sovint en metàl·lic o en aliments, i suposaven ocasions de gran visibilitat. També es trobaven en altres esdeveniments importants, com els funerals, on la seva tasca era no només entretenir, sinó també commemorativa.
Els rapsodes seguien uns estudis específics, en els quals aprenien la pronúncia tradicional d'Homer i la preservaren fins a època alexandrina. Originàriament, tocaven acompanyats de la lira o cítara (i llavors podien ser anomenats citaredes), però més endavant arribaren a portar els seus propis músics. L'estil de declamació solia comportar una certa interpretació o caràcter estilístic, de manera semblant als actors. Més endavant, es popularitzaren uns recitadors de poca consideració a mig camí entre els actors i els rapsodes anomenats homeristes (ὁμηρισταί), que escenificaven passatges d'Homer de manera teatralitzada.
Malgrat que la seva popularitat decaigué, els rapsodes continuaren existint, pel cap baix, fins al segle iii dC.